# Llista d'asteroides/121801–121900
| Nom      | Designació provisional | Data de descobriment | Lloc de descobriment | Descobridor/s         |
| -------- | ---------------------- | -------------------- | -------------------- | --------------------- |
| 121801 - | 2000 AO161             | 3 de gener, 2000     | Socorro              | LINEAR                |
| 121802 - | 2000 AP162             | 4 de gener, 2000     | Socorro              | LINEAR                |
| 121803 - | 2000 AC167             | 8 de gener, 2000     | Socorro              | LINEAR                |
| 121804 - | 2000 AK168             | 13 de gener, 2000    | Kleť                 | Kleť                  |
| 121805 - | 2000 AS168             | 12 de gener, 2000    | Prescott             | P. G. Comba           |
| 121806 - | 2000 AH187             | 8 de gener, 2000     | Socorro              | LINEAR                |
| 121807 - | 2000 AW187             | 8 de gener, 2000     | Socorro              | LINEAR                |
| 121808 - | 2000 AN189             | 8 de gener, 2000     | Socorro              | LINEAR                |
| 121809 - | 2000 AA194             | 8 de gener, 2000     | Socorro              | LINEAR                |
| 121810 - | 2000 AU214             | 7 de gener, 2000     | Kitt Peak            | Spacewatch            |
| 121811 - | 2000 AD217             | 8 de gener, 2000     | Kitt Peak            | Spacewatch            |
| 121812 - | 2000 AP222             | 9 de gener, 2000     | Kitt Peak            | Spacewatch            |
| 121813 - | 2000 AW226             | 9 de gener, 2000     | Kitt Peak            | Spacewatch            |
| 121814 - | 2000 AM231             | 4 de gener, 2000     | Socorro              | LINEAR                |
| 121815 - | 2000 AE232             | 4 de gener, 2000     | Socorro              | LINEAR                |
| 121816 - | 2000 AE238             | 6 de gener, 2000     | Socorro              | LINEAR                |
| 121817 - | 2000 AP246             | 2 de gener, 2000     | Piszkéstető          | K. Sárneczky, L. Kiss |
| 121818 - | 2000 AB247             | 2 de gener, 2000     | Kitt Peak            | Spacewatch            |
| 121819 - | 2000 AH247             | 2 de gener, 2000     | Socorro              | LINEAR                |
| 121820 - | 2000 AE249             | 3 de gener, 2000     | Socorro              | LINEAR                |
| 121821 - | 2000 AL251             | 5 de gener, 2000     | Socorro              | LINEAR                |
| 121822 - | 2000 BT                | 26 de gener, 2000    | Farra d'Isonzo       | Farra d'Isonzo        |
| 121823 - | 2000 BA1               | 28 de gener, 2000    | Socorro              | LINEAR                |
| 121824 - | 2000 BU9               | 26 de gener, 2000    | Kitt Peak            | Spacewatch            |
| 121825 - | 2000 BV9               | 26 de gener, 2000    | Kitt Peak            | Spacewatch            |
| 121826 - | 2000 BA10              | 26 de gener, 2000    | Kitt Peak            | Spacewatch            |
| 121827 - | 2000 BG12              | 28 de gener, 2000    | Kitt Peak            | Spacewatch            |
| 121828 - | 2000 BH13              | 29 de gener, 2000    | Kitt Peak            | Spacewatch            |
| 121829 - | 2000 BU15              | 29 de gener, 2000    | Socorro              | LINEAR                |
| 121830 - | 2000 BG20              | 26 de gener, 2000    | Kitt Peak            | Spacewatch            |
| 121831 - | 2000 BV20              | 28 de gener, 2000    | Kitt Peak            | Spacewatch            |
| 121832 - | 2000 BZ21              | 29 de gener, 2000    | Kitt Peak            | Spacewatch            |
| 121833 - | 2000 BO23              | 27 de gener, 2000    | Socorro              | LINEAR                |
| 121834 - | 2000 BZ24              | 30 de gener, 2000    | Socorro              | LINEAR                |
| 121835 - | 2000 BD25              | 30 de gener, 2000    | Socorro              | LINEAR                |
| 121836 - | 2000 BZ26              | 30 de gener, 2000    | Socorro              | LINEAR                |
| 121837 - | 2000 BT27              | 30 de gener, 2000    | Socorro              | LINEAR                |
| 121838 - | 2000 BX37              | 28 de gener, 2000    | Kitt Peak            | Spacewatch            |
| 121839 - | 2000 BS41              | 30 de gener, 2000    | Kitt Peak            | Spacewatch            |
| 121840 - | 2000 BS44              | 28 de gener, 2000    | Kitt Peak            | Spacewatch            |
| 121841 - | 2000 BX49              | 16 de gener, 2000    | Kitt Peak            | Spacewatch            |
| 121842 - | 2000 CD6               | 2 de febrer, 2000    | Socorro              | LINEAR                |
| 121843 - | 2000 CQ6               | 2 de febrer, 2000    | Socorro              | LINEAR                |
| 121844 - | 2000 CQ9               | 2 de febrer, 2000    | Socorro              | LINEAR                |
| 121845 - | 2000 CS9               | 2 de febrer, 2000    | Socorro              | LINEAR                |
| 121846 - | 2000 CJ14              | 2 de febrer, 2000    | Socorro              | LINEAR                |
| 121847 - | 2000 CS22              | 2 de febrer, 2000    | Socorro              | LINEAR                |
| 121848 - | 2000 CN23              | 2 de febrer, 2000    | Socorro              | LINEAR                |
| 121849 - | 2000 CB24              | 2 de febrer, 2000    | Socorro              | LINEAR                |
| 121850 - | 2000 CA28              | 2 de febrer, 2000    | Socorro              | LINEAR                |
| 121851 - | 2000 CO31              | 2 de febrer, 2000    | Socorro              | LINEAR                |
| 121852 - | 2000 CU31              | 2 de febrer, 2000    | Socorro              | LINEAR                |
| 121853 - | 2000 CT34              | 3 de febrer, 2000    | Tebbutt              | F. B. Zoltowski       |
| 121854 - | 2000 CE44              | 2 de febrer, 2000    | Socorro              | LINEAR                |
| 121855 - | 2000 CX52              | 2 de febrer, 2000    | Socorro              | LINEAR                |
| 121856 - | 2000 CX54              | 3 de febrer, 2000    | Socorro              | LINEAR                |
| 121857 - | 2000 CO64              | 3 de febrer, 2000    | Socorro              | LINEAR                |
| 121858 - | 2000 CV64              | 3 de febrer, 2000    | Socorro              | LINEAR                |
| 121859 - | 2000 CG66              | 6 de febrer, 2000    | Socorro              | LINEAR                |
| 121860 - | 2000 CK66              | 6 de febrer, 2000    | Socorro              | LINEAR                |
| 121861 - | 2000 CW69              | 1 de febrer, 2000    | Kitt Peak            | Spacewatch            |
| 121862 - | 2000 CT72              | 2 de febrer, 2000    | Socorro              | LINEAR                |
| 121863 - | 2000 CO75              | 6 de febrer, 2000    | Socorro              | LINEAR                |
| 121864 - | 2000 CK76              | 9 de febrer, 2000    | Višnjan Observatory  | K. Korlević           |
| 121865 - | 2000 CT80              | 10 de febrer, 2000   | La Silla             | C. Cavadore, F. Colas |
| 121866 - | 2000 CE83              | 4 de febrer, 2000    | Socorro              | LINEAR                |
| 121867 - | 2000 CB86              | 4 de febrer, 2000    | Socorro              | LINEAR                |
| 121868 - | 2000 CQ90              | 6 de febrer, 2000    | Socorro              | LINEAR                |
| 121869 - | 2000 CF91              | 6 de febrer, 2000    | Socorro              | LINEAR                |
| 121870 - | 2000 CB98              | 7 de febrer, 2000    | Kitt Peak            | Spacewatch            |
| 121871 - | 2000 CH99              | 8 de febrer, 2000    | Kitt Peak            | Spacewatch            |
| 121872 - | 2000 CE100             | 10 de febrer, 2000   | Kitt Peak            | Spacewatch            |
| 121873 - | 2000 CA101             | 12 de febrer, 2000   | Kitt Peak            | Spacewatch            |
| 121874 - | 2000 CJ116             | 3 de febrer, 2000    | Socorro              | LINEAR                |
| 121875 - | 2000 CQ116             | 3 de febrer, 2000    | Socorro              | LINEAR                |
| 121876 - | 2000 CT117             | 2 de febrer, 2000    | Socorro              | LINEAR                |
| 121877 - | 2000 CG120             | 2 de febrer, 2000    | Socorro              | LINEAR                |
| 121878 - | 2000 CG122             | 3 de febrer, 2000    | Socorro              | LINEAR                |
| 121879 - | 2000 CF132             | 3 de febrer, 2000    | Kitt Peak            | Spacewatch            |
| 121880 - | 2000 CV134             | 4 de febrer, 2000    | Kitt Peak            | Spacewatch            |
| 121881 - | 2000 DC1               | 25 de febrer, 2000   | Socorro              | LINEAR                |
| 121882 - | 2000 DW1               | 26 de febrer, 2000   | Kitt Peak            | Spacewatch            |
| 121883 - | 2000 DA2               | 26 de febrer, 2000   | Kitt Peak            | Spacewatch            |
| 121884 - | 2000 DA3               | 27 de febrer, 2000   | Oizumi               | T. Kobayashi          |
| 121885 - | 2000 DQ6               | 28 de febrer, 2000   | Socorro              | LINEAR                |
| 121886 - | 2000 DF10              | 26 de febrer, 2000   | Kitt Peak            | Spacewatch            |
| 121887 - | 2000 DY11              | 27 de febrer, 2000   | Kitt Peak            | Spacewatch            |
| 121888 - | 2000 DN12              | 27 de febrer, 2000   | Kitt Peak            | Spacewatch            |
| 121889 - | 2000 DL17              | 29 de febrer, 2000   | Socorro              | LINEAR                |
| 121890 - | 2000 DK21              | 29 de febrer, 2000   | Socorro              | LINEAR                |
| 121891 - | 2000 DP21              | 29 de febrer, 2000   | Socorro              | LINEAR                |
| 121892 - | 2000 DC25              | 29 de febrer, 2000   | Socorro              | LINEAR                |
| 121893 - | 2000 DM25              | 29 de febrer, 2000   | Socorro              | LINEAR                |
| 121894 - | 2000 DC28              | 29 de febrer, 2000   | Socorro              | LINEAR                |
| 121895 - | 2000 DJ29              | 29 de febrer, 2000   | Socorro              | LINEAR                |
| 121896 - | 2000 DW33              | 29 de febrer, 2000   | Socorro              | LINEAR                |
| 121897 - | 2000 DZ34              | 29 de febrer, 2000   | Socorro              | LINEAR                |
| 121898 - | 2000 DG35              | 29 de febrer, 2000   | Socorro              | LINEAR                |
| 121899 - | 2000 DM36              | 29 de febrer, 2000   | Socorro              | LINEAR                |
| 121900 - | 2000 DU37              | 29 de febrer, 2000   | Socorro              | LINEAR                |